# JNN 뉴스데스크'88·'89
JNN 뉴스데스크'88·'89는 일본의 민영방송국 도쿄 방송에서 1988년 10월부터 1989년 9월까지 방송한 뉴스 프로그램이다.

## 개요
- 기존에 방송되던 뉴스 프로그램 「JNN 뉴스 22 프라임타임」이 시청률 저하 등으로 종방하면서 새롭게 시작했으며 TV 아사히에서 방송하고 있던 인기 뉴스 프로그램「뉴스 스테이션」을 이기기 위해 심플한 구성의 뉴스 프로그램으로 방송을 시작했다.
  - 그러나 당시 인기가 좋았던 뉴스 스테이션에 시청률이 밀리면서 1년 만에 방송을 종료하였고 이때 도쿄 방송은 JNN 뉴스데스크의 후속 프로그램 네트워크 JNN 종방이후 오후 10시로 옮겼던 뉴스시간대를 다시 11시로 옮기게 되었다.
- 원래 제목은 JNN 뉴스데스크'88이었으나 해가 바뀌면서 JNN 뉴스데스크'89로 제목을 바꾸었다.

## 프로그램 변천
| TBS·JNN 밤 심야 뉴스 정보 프로그램             | TBS·JNN 밤 심야 뉴스 정보 프로그램            | TBS·JNN 밤 심야 뉴스 정보 프로그램           |
| 이전 작품                                      | 작품명                                        | 다음 작품                                    |
| ---------------------------------------------- | --------------------------------------------- | -------------------------------------------- |
| JNN 뉴스 22 프라임타임 (1987.10.5 - 1988.9.30) | JNN 뉴스데스크'88·'89 (1988.10.1 - 1989.9.30) | 지쿠시 데쓰야 NEWS23 ↓ NEWS23 (1989.10.1 ~ ) |